# Saddle Up
Saddle Up est une chanson de David Christie, publiée en single le 2 mai 1982. 
Elle rencontre un grand succès dans plusieurs pays, se classant dans le Top 10 des hit-parades en France, en Suisse, en Afrique du Sud, aux Pays-Bas et au Royaume-Uni.
Le single s'est vendu à 547 000 exemplaires en France.

## Classement hebdomadaire
| Classement (1982)                           | Meilleure position |
| ------------------------------------------- | ------------------ |
| Afrique du Sud (South Africa Singles Chart) | 3                  |
| Allemagne (Media Control AG)                | 12                 |
| Brésil (Brazil Singles Chart)               | 81                 |
| Belgique (Flandre Ultratop 50 Singles)      | 13                 |
| France (SNEP)                               | 6                  |
| Pays-Bas (Nederlandse Top 40)               | 10                 |
| Royaume-Uni (UK Singles Chart)              | 9                  |
| Suisse (Schweizer Hitparade)                | 4                  |